# Need for Speed Heat
Need for Speed Heat (stilizirana pod NFS Heat) trkaća je videoigra razvijena od Ghost Gamesa i izdana od Electronic Artsa. To je 24. nastavak u seriji Need for Speed i obilježava 25. godišnjicu serije. Igra je objavljena 8. studenog 2019., te dobila mješovite recenzije kritičara koji su našli u igri poboljšanje od prethodnika Need for Speed iz 2015. i Payback, ali nedovoljno da bude pravi povratak serije.

## Igra
Need for Speed Heat je trkaća igra smještena u otvorenom svijetu, u izmišljenom gradu Palm City (fikcionalna verzija Miamia, Florida) i njegovoj okolici. Za razliku od Need for Speed Paybacka, igra ne uključuje 24-satni ciklus dan-noć, ali igrači mogu mijenjati između dana i noći. Tijekom dana igrači mogu sudjelovati u sankcioniranim utrkama, koje igrače nagrađuju novcem koji troše na nove automobile i nadogradnje. Tijekom noći igrači mogu sudjelovati u nedozvoljenim uličnim utrkama, koje igrače nagrade REP-om. Utrke tijekom noći privuku pažnju policije koja patrolira ulicama Palm Cityja.
U igri se nalazi 127 automobila od 33 proizvođača, a Ferrari se vratio nakon što je izostao iz Paybacka zbog problema s licencom. Za razliku od Paybacka, nadogradnje performansi se više ne isporučuju nasumičnim Speedcard-ima i otključavaju se zarađivanjem REP-a i pobjedama u utrkama.

## Reakcije
Need for Speed Heat je dobio "mješovite ili prosječne" recenzije, prema Metacriticu.

### Priznanja
Igra je bila nominirana za "Najbolju trkaću igru" na Gamescom Awards, te osvojila nagradu "Game, Franchise Racing" na NAVGTR Awards, dok je druga nominacija bila za "Zbirku pjesama".

### Dostignuća
| Rezultati      | Rezultati                           |
| -------------- | ----------------------------------- |
| Metacritic     | PC: 72/100 PS4: 72/100 XONE: 74/100 |
| Recenzije      |                                     |
| Game Informer  | 7.75/10                             |
| GameSpot       | 7/10                                |
| GamesRadar+    | ☆☆☆☆☆                               |
| Hardcore Gamer | ☆☆☆☆☆                               |
| IGN            | 8/10                                |
| PC Gamer (US)  | 75/100                              |
| USgamer        | ☆☆☆☆☆                               |
| VG247          | ☆☆☆☆☆                               |